# Lambert the Sheepish Lion
Lambert the Sheepish Lion ist ein US-amerikanischer Zeichentrick-Kurzfilm von Jack Hannah aus dem Jahr 1952.

## Handlung
Der Storch bringt ein Bündel voller Lämmer zu einer Schafherde. Die Lämmer suchen sich ihre Mutter. Zurück bleibt ein Mutterschaf ohne Lamm, das Tränen vergießt, und ein kleines gelbes Fellknäuel. Während sich das gelbe „Lamm“ sofort dem Mutterschaf zuwendet, erkennt der Storch seinen Fehler: Das gelbe Wesen ist kein Lamm (eng. lamb), sondern Lambert, ein Löwe, der eigentlich nach Afrika transportiert werden soll. Da das Schaf sich weigert, Lambert herauszugeben, fliegt der Storch unverrichteter Dinge davon.
Die anderen Lämmer ziehen Lambert auf, da er anders aussieht als sie, doch Lambert ist lammfromm und lässt alles klaglos über sich ergehen. Die Zeit vergeht und aus den Lämmern werden Schafe und Böcke, aus Lambert ist jedoch ein stattlicher Löwe und der ganze Stolz seiner Mutter geworden. Eines Nachts wird die Herde von einem Wolf angegriffen, der schließlich Lamberts Mutter mit sich zieht. Der Anblick seiner angstvoll nach ihm rufenden Mutter lässt in Lambert schließlich dem Löwen erwachen und er verjagt den Wolf brüllend. Die Schafe achten ihn nun und tragen ihn auf ihren Hufen davon.

## Produktion
Lambert the Sheepish Lion kam am 8. Februar 1952 in die Kinos. Die Geschichte wird von Sterling Holloway erzählt, der auch den Storch synchronisiert. Der Storch hatte zuvor bereits im Trickfilm Dumbo einen Auftritt und wurde dort ebenfalls von Holloway gesprochen.

## Auszeichnungen
Lambert the Sheepish Lion wurde 1952 für einen Oscar in der Kategorie „Bester animierter Kurzfilm“ nominiert, konnte sich jedoch nicht gegen Der liebe Tom verliert den Kopf durchsetzen.